# 老莱镇
老莱镇是中国黑龙江省齐齐哈尔市讷河市下辖的一个镇。

## 行政区划
桥头溪乡下辖以下地区：
胜利村、聚宝村、双合村、群英村、晨光村、共福村、老莱村、继光村、利民村和丰盛村。